# Walter Pedraza
Pour les articles homonymes, voir Pedraza.
Pedraza  Morales est un nom espagnol. Le premier nom de famille, en général paternel, est Pedraza ; le second, en général maternel, souvent omis, est Morales.
Walter Fernando Pedraza Morales, né à Bogota le 27 novembre 1981, est un coureur cycliste colombien des années 2000-2020. Il a couru de 2011 à 2014 dans l'équipe EPM-UNE-Área Metropolitana.

## Biographie
Après avoir été enrôlé par Gianni Savio dans ses différentes équipes, Walter Pedraza court en 2008 dans l'équipe russe Tinkoff Credit Systems. Il dispute avec elle le Tour d'Espagne. En juin 2009, il rejoint l'équipe continentale grecque SP Tableware, dont il reste membre jusqu'à la fin de l'année 2010.
Pour l'année 2011, il retourne au pays en s'engageant avec l'équipe EPM-UNE de Raúl Mesa. 
Il participe au Tour de Colombie 2011 et remporte la 1re étape. Malgré un contre-la-montre par équipes pénalisant, Pedraza se trouve deuxième à une seconde du leader de la course au matin de la dernière étape, un contre-la-montre en côte. Hélas, il rétrograde à la septième place à son issue. Toutefois, il peut se consoler avec les classements de la montagne et de la régularité qu'il remporte.

### Année 2012
Il redémarre l'année dans la même formation qu'en 2011. C'est une année qui le voit courir sur trois continents. Interrogé sur ses objectifs pour la saison 2012, il déclare vouloir être un des protagonistes du Tour de Colombie et gagner une course du calendrier national. De plus, il aimerait représenter son département (Cundinamarca) lors des Jeux nationaux, tant sur la piste que sur la route. Globalement, ses objectifs ne sont pas atteints.

#### Programme colombien
Sur le plan national, même s'il termine plusieurs fois dans les dix premiers d'une course par étapes, notamment à la Vuelta al Valle, par laquelle, il commence sa saison, le 29 février (mais aussi à la Clásica de Anapoima ou à la Vuelta a Marco Fidel Suárez), il faut attendre le mois d'août pour le voir s'illustrer dans la Vuelta a Santander que sa formation domine. Présent lors des trois dernières étapes, il termine troisième de la compétition derrière deux coéquipiers. Car en juin, bien qu'il soit un homme sur lequel sa formation compte pour bien figurer, sa participation au Tour de Colombie est un échec. Dans la quatrième étape, où il faut gravir l'Alto de La Línea, il arrive à Armenia, avec deux minutes de retard sur le groupe des principaux favoris, dont son leader Giovanni Báez. Dès lors, devenant simple équipier, il perd près d'un quart d'heure lors des deux dernières étapes et se classe finalement vingt-septième.

#### Espagne et Chine
En avril, il fait partie des huit coureurs sélectionnés par Raúl Mesa, pour disputer les cinq épreuves espagnoles au programme de son équipe. Après avoir disputé la Klasika Primavera anonymement, il est au départ du Tour de Castille-et-León. Il s'échappe le premier jour, avec trois autres coureurs, mais ne peut empêcher le retour du peloton, à trois kilomètres de l'arrivée. Le lendemain, il est de nouveau dans l'échappée matinale. Même si le groupe est rattrapé avant les cinquante derniers kilomètres, Pedraza, en passant en premier les trois premières difficultés du jour, s'empare des commandes du classement provisoire de la montagne. Le dernier jour, il récidive en s'échappant dans un groupe d'une vingtaine de coureurs. Il franchit en tête les deux premiers cols et s'assure, ainsi, la victoire finale dans le classement du meilleur grimpeur. 
La course suivante est le Tour de La Rioja. Pedraza termine dans un petit groupe de dix coureurs qui se disputent la cinquième place, à moins d'une minute du vainqueur, Evgeny Shalunov. Sa douzième place lui permet d'inscrire ses premiers points au classement de l'UCI Europe Tour 2012. Puis se présente le Tour des Asturies. Lors de la première étape, il perd plus de treize minutes. Mais dès le lendemain, lors du premier secteur de la deuxième étape, il termine troisième. Plus concerné par le classement général, il rejoint quatre échappés dans la seule ascension de la journée. Ils résistent au retour du peloton mais Jesús Herrada lâche Pedraza, peu après avoir contré une attaque d'Antonio Piedra. L'après-midi, il néglige le contre-la-montre du second secteur. Le dernier jour, il intègre l'échappée matinale, au 55e kilomètre. En passant en tête de quatre cols (et en deuxième position au sommet de deux autres), il s'impose dans le classement du meilleur grimpeur du Tour des Asturies 2012, bien que l'échappée soit reprise à 20 kilomètres de l'arrivée. Il termine hors-délais la seconde étape du Tour de la communauté de Madrid, dernière épreuve du mois passé en Espagne.
En juillet, il dispute le Tour du lac Qinghai. Dans la troisième étape, Pedraza termine deuxième derrière Hossein Alizadeh (futur vainqueur de l'épreuve). Même s'il abandonne lors de la dernière étape, Pedraza engrange 14 points au classement de l'UCI Asia Tour 2012. Alors qu'en Espagne, ses résultats, lors des cinq épreuves disputées, lui rapportent 9 points au classement de l'UCI Europe Tour 2012.

#### Fin de saison
Fin septembre, Pedraza est au départ du Clásico RCN. Malgré la perte de près d'une minute dès le prologue, Pedraza fait partie des acteurs principaux de la course. Dans la troisième étape, il est le seul avec Alex Cano, à pouvoir suivre Óscar Sevilla. Même s'il est lâché par le duo, il endosse le maillot du meilleur grimpeur (qu'il conserve jusqu'à l'arrivée). Pedraza termine cinquième, ne pouvant améliorer son classement lors du dernier contre-la-montre.
Il achève son année un mois plus tard, en disputant la course en ligne des XIXe Juegos Deportivos Nacionales, pour son département natal du Cundinamarca. Sous l'effort des coureurs du département de Boyacá, le peloton se scinde en deux, laissant seulement vingt-quatre coureurs se disputer le titre. Des prétendants comme Carlos Betancur, Alex Cano ou lui-même sont alors piégés.

### Année 2013
La saison cycliste colombienne commence véritablement à la fin mars par la  Vuelta al Valle. Comme souvent l'année précédente, Pedraza entre dans les dix premiers au classement général et s'adjuge le trophée du meilleur grimpeur. Il en avait fait de même à la Clásica José María Córdova de Rionegro, un mois plus tôt. Les deux épreuves suivantes du calendrier national voient Walter Pedraza finir, également, dans les dix premiers (septième de la Clásica de Anapoima et surtout quatrième de la Clásica de Fusagasugá, pourtant plus relevée).
Il concrétise son bon début de saison en remportant le titre de champion de Colombie sur route. Malgré différentes tentatives de fugue, la course se termine groupée. Dans la dernière ligne droite, en légère ascension, Pedraza domine ses rivaux et notamment Félix Cárdenas qui avait tenté d'anticiper le sprint.
Quinze jours plus tard, après maintes tergiversations, la fédération colombienne de cyclisme décide finalement d'envoyer une délégation aux championnats panaméricains de Zacatecas, au Mexique. Pedraza est convié, aux côtés d'hommes expérimentés comme Félix Cárdenas ou Luis Felipe Laverde. Avec son compatriote Jonathan Paredes, échappé et futur vainqueur, Pedraza termine, dans le peloton qui se dispute la quatrième place, au huitième rang.

### 2014-2015
Fin 2014 il signe un contrat avec l'équipe continentale professionnelle Colombia. La disparition de cette formation l'amène a s'engager avec GW Shimano à la fin de la saison 2015.

## Palmarès
| - 2001 - Classement général de la Clásica Club Deportivo Boyacá - 3e de la Vuelta a Boyacá - 3e de la Clásica de Girardot - 2002 - 3e de la Clásica de Fusagasugá - 2004 - 2e étape de la Vuelta a Boyacá - Clásica de Girardot : - Classement général - 2e et 4e étapes - 3e étape du Doble Copacabana Grand Prix Fides (contre-la-montre par équipes) - 3e du Doble Copacabana Grand Prix Fides - 2005 - Champion de Colombie sur route - 3e étape de la Clásica de Anapoima - 3e étape du Tour de Colombie - 2e du Tour de Colombie - 2006 - 3e étape la Clásica de Fusagasugá - 7e étape du Tour de Colombie - 2007 - 10e étape du Tour du Táchira - 9e étape de la Vuelta Ciclista Lider al Sur - 1re étape de la Clásica de Flandes - 3e du Tour de Langkawi - 2008 - 1re étape de la Semaine cycliste lombarde (contre-la-montre par équipes) - 3e du championnat de Colombie sur route - 3e du Tour de Burgos | - 2009 - 1re et 3e étapes de la Clásica de Anapoima - 3e étape du Tour des Pyrénées - 2e de la Clásica de Girardot - 3e de la Vuelta al Valle del Cauca - 3e du Tour de Bulgarie - 2010 - 2e du Tour de Szeklerland - 2011 - Clásica de Rionegro : - Classement général - 1re étape - 1re étape du Tour de Colombie - 2e de la Clásica de Anapoima - 2013 - Champion de Colombie sur route - 3e étape de la Vuelta al Mundo Maya - 2014 - 7e étape du Tour du Brésil-Tour de l'État de Sao Paulo - 1re étape du Tour de Colombie (contre-la-montre par équipes) - 2018 - 4e étape du Tour de Colombie - 2019 - Clásica de Girardot : - Classement général - 2e étape - 3e de la Vuelta al Tolima |

## Résultats sur les grands tours

### Tour d'Espagne
2 participations
- 2008 : 85e
- 2015 : 136e

## Classements mondiaux
| Année            | 2006 | 2007 | 2008 | 2009 | 2010 | 2011 | 2012 | 2013 | 2014 | 2015 |
| ---------------- | ---- | ---- | ---- | ---- | ---- | ---- | ---- | ---- | ---- | ---- |
| UCI America Tour | 81e  | 104e | 387e |      |      |      |      | 222e | 90e  | 334e |
| UCI Asia Tour    | 64e  | 23e  | 249e |      |      |      | 173e |      |      |      |
| UCI Europe Tour  |      |      | 262e | 428e | 218e |      | 843e |      |      |      |

## Palmarès sur piste

### Championnats de Colombie
- Barranquilla 2009
  -  Médaillé d'or de la course à l'américaine (avec Pedro Nelson Torres)[62].
- Medellín 2010
  -  Médaillé de bronze de la course aux points[63].
- Bogota 2011
  -  Médaillé de bronze de la poursuite par équipes (avec Nelson Castillo, Daniel Balsero et Wilson Marentes)[64].
- Cali 2018
  -  Médaillé de bronze de la course aux points[65].
- Cali 2019
  -  Médaillé d'argent de l'omnium[66].
  -  Médaillé de bronze de la course à l'américaine (avec Alejandro Ruiz)[67].
- Cali 2022
  -  Médaillé de bronze de la course à l'américaine (avec Kevin Castillo)[68].
- Medellín 2023
  -  Médaillé d'argent de l'omnium[69].